# Collegium Civitas
Collegium Civitas  — приватний заклад вищої освіти у польській Варшаві, заснований у 1997 році.

## Історія
Заснований у 1997 році. Зареєстрований в реєстрі недержавних закладів вищої освіти Міністерства науки та вищої освіти Польщі під номером 129. Має повну кваліфікацію для присвоєння ступеня магістра та бакалавра. 
28 листопада 2005 року закладу надано право присвоєння докторського ступеня із соціології.
Колегіум заснований за ініціативи науковців Інституту політичних досліджень Польської академії наук та діє під патронатом п'яти інститутів соціальних наук Академії:
- Інститут філософії та соціології
- Інститут історії
- Інститут мистецтв
- Інститут слов'янознавства
- Інститут політичних досліджень[4].

Протягом 2006–2012 років ректором колегіуму був польський письменник та соціолог Едмунд Внук-Липинський.